# Lugan (Aveyron)
Lugan è un comune francese di 344 abitanti situato nel dipartimento dell'Aveyron nella regione dell'Occitania.

## Società

### Evoluzione demografica
Abitanti censiti